# Brezolles
 Brezolles  es una población y comuna francesa, en la región de  Centro, departamento de Eure y Loir, en el distrito de Dreux y cantón de Brezolles.

## Demografía
| 1226 | 1138 | 1317 | 1429 | 1695 | 1708 |
| Para los censos de 1962 a 1999 la población legal corresponde a la población sin duplicidades (Fuente: INSEE [Consultar]) |      |      |      |      |      |